# Светла са Браон планине
Светла са Браон планине (енгл. Brown Mountain Lights) је назив за низ светала које наводно стварају духови на Браон планини у Северној Каролини. Ова светла тамо привлаче велики број туриста. Највише виђења се дешава између септембра и новембра.
Неки мисле да су та светла заправо возила која пролазе кроз Ауто-пут 181. Међутим, људи који светла проучавају кажу да то није истина зато што се светла крећу много брже него возила на аутопуту.
Дана 24. септембра 1913. се наводно десило прво виђење. Рибари су тврдили да са планина сваке ноћи виде црвена светла кружног облика. Одмах следећег дана су запосленици Геолошког топографског института САД почели проучавати да ли је то нешто мистериозно или су рибари халуцинирали.